# Peritiba
Peritiba är en kommun i Brasilien.   Den ligger i delstaten Santa Catarina, i den södra delen av landet, 1 300 km söder om huvudstaden Brasília. Antalet invånare är 2 988.
I omgivningarna runt Peritiba växer huvudsakligen savannskog. Runt Peritiba är det ganska glesbefolkat, med 32 invånare per kvadratkilometer.